# Heterocnephes lymphatalis
Heterocnephes lymphatalis là một loài bướm đêm trong họ Crambidae.